# Amiral Vladimirski
 (juillet 2024).
L'Amiral Vladimirski (en russe : Адмирал Владимирский), ou Projet 852, est officiellement un navire de recherche océanographique russe, entré en service en 1975. 
Dès 2014 et en particulier après 2022, il est décrit comme un navire espion à but militaire, chargé de surveiller les infrastructures stratégiques des pays occidentaux, notamment en mer Baltique.

## Historique

### Mise en service et missions de recherche
L'Amiral Vladimirski, aussi appelé Projet 852, est lancé en 1975, après sa construction au chantier naval de Szczecin (Pologne),. Baptisé d'après l'amiral soviétique Lev Vladimirski, il fait partie d'une classe de six grands navires océanographiques (la classe Akademik Krylov) dont il est le seul encore en service. 
Il n'est pas affilié aux institutions de recherche russes, que ce soit la Direction principale de recherche en eaux profondes (en) ou l'Institut Chirchov d'océanologie (en), mais appartient à la flotte russe de la Baltique. Il est basé à Kronstadt, principale base navale russe sur la mer Baltique. 
En 2015, il prend la direction de l'Antarctique et va y mener une expédition, avant de rentrer en Russie en passant par Le Cap. De décembre 2019 à juin 2020, l'Amiral Vladimirski réalise un tour du monde pour célébrer les 200 ans de la découverte de l'Antarctique et les 250 ans de la naissance d'Ivan Krusenstern, avec pour principal objectif de relocaliser précisément le pôle Sud magnétique.

### Soupçons d'utilisation pour l'espionnage
Après l'annexion de la Crimée par la Russie, des « navires fantômes » sont régulièrement repérés au large des côtes bordant les pays de la Baltique et soupçonnés d'espionnage par plusieurs médias scandinaves,.
En 2017, l'Amiral Vladimirski est surveillé par la Royal Navy en même temps que d'autres vaisseaux russes, comme la frégate Amiral Gorchkov, lors de son entrée dans les eaux territoriales britanniques.
À partir de 2022, le navire est soupçonné d'être utilisé par la Russie, détourné de sa fonction océanographique, pour collecter des renseignements sur les infrastructures des pays occidentaux, notamment en mer Baltique et en mer du Nord. Effectuant des trajets à proximité des côtes du Danemark, de la Suède, de la Norvège et même de la Belgique, il espionnerait les parcs éoliens offshore et leur liaisons énergétiques avec le continent, les gazoducs et les câbles de télécommunications sous-marin afin d'en identifier les points stratégiques et les faiblesses. L'objectif serait de pouvoir frapper ces points faibles en cas de conflit Russie-OTAN, afin de paralyser les communications ou l'approvisionnement en énergie des régions européennes.
En novembre 2022, il est repéré au large de la base navale de Faslane, en Écosse, qui abrite les sous-marins nucléaires lanceurs d'engins de la Royal Navy. En 2023, un journaliste danois ayant pu s'approcher du navire pour le filmer remarque la présence de militaires armés et équipés sur le pont, qui intimident l'équipe de reporters.
Selon un expert anonyme, « le navire ralentit lorsqu’il s’approche de zones où il y a des parcs éoliens dans la région » et il lui arrive de couper son transpondeur pendant de longues durées. Des communications radio interceptées montrent que le navire a échangé des communications avec des bases russes à terre, mentionnant sa géolocalisation.
La Russie nie les accusations portées contre elle et appelle à « une enquête internationale transparente et impartiale », notamment sur la question du sabotage des gazoducs Nord Stream.

### Traque du navire
En juin 2025, Intelligence Online révèle que le navire est facilement suivi par des passionnés d'OSINT, tant grâce à des renseignements d'origine technique que par le manque de discrétion de l'équipage, dont les membres publient de nombreuses photographies des lieux où ils passent, ainsi que des phots de groupe légendées de noms et coordonnées GPS.

## Caractéristiques techniques
L'Amiral Vladimirski possède un déplacement de 9 120 tonnes et une longueur de 147,8 m, ainsi qu'un maître-bau de 18,6 m. Son tirant d'eau est de 6,4 m. Il accueille 170 membres d'équipage.